# Casemates de Mons
Les casemates de Mons sont des constructions militaires situées en Belgique. Elles étaient d'usage militaire jusqu'en mai 1940, et servent désormais pour des activités culturelles.
Elles sont à proximité de la place Nervienne.

## Construction
De nouvelles fortifications furent construites à Mons entre 1817 et 1822, incluant les casemates.

## Destruction des fortifications
Celles-ci sont effectivement les derniers restes des fortifications, qui furent démantelées au XIXe siècle.

## Revente
En 2022, les casemates ont été vendues pour 1,4 million d'euros à un investisseur. « On veut en faire un lieu de vie », explique le bourgmestre Nicolas Martin.